# Cucullia falcata
Cucullia falcata là một loài bướm đêm trong họ Noctuidae.